# Bad Schwartau
Bad Schwartau település Németországban, Schleswig-Holstein tartományban. Lakosainak száma 20 169 fő (2023. december 31.).

## Népesség
A település népességének változása:
| Lakosok száma | 18 696 | 19 817 | 19 997 | 20 020 | 20 036 | 20 264 | 20 255 | 20 169 |
|               | 1975   | 2014   | 2017   | 2018   | 2019   | 2021   | 2022   | 2023   |